# Drosophila quatrou
Drosophila quatrou är en tvåvingeart som beskrevs av Tsacas 1980. Drosophila quatrou ingår i släktet Drosophila och familjen daggflugor.
Artens utbredningsområde är Kamerun.